# Arceuthobium tibetense
Arceuthobium tibetense är en sandelträdsväxtart som beskrevs av H.S. Kiu & W. Ren. Arceuthobium tibetense ingår i släktet Arceuthobium och familjen sandelträdsväxter. Inga underarter finns listade i Catalogue of Life.